# Evelina Crüsell
Carin Evelina Crüsell, född 5 mars 2004, är en svensk längdåkare. Vid Juniorvärldsmästerskapen i nordisk skidsport 2024 i Planica vann Crusell guld i 10 kilometer i klassisk stil och i mixstafett.
Crüsell tävlar för Skellefteå SK och debuterade i FIS-arrangerade tävlingar år 2021. I Åsarna 2022 tog hon två silver i svenska juniormästerskapen, både i sprint och 10 kilometer masstart i klassisk stil. Crüsell debuterade i världscupen den 2 december 2023 i Gällivare som en del av den nationella kvoten. Hon föredrar den klassiska tekniken framför fristil.
I Ulricehamn 2024 tog Crüsell två guld och ett silver i svenska juniormästerskapen.